# Чемпионство мира AEW среди женщин
Чемпионство мира AEW среди женщин (англ. AEW Women's World Championship) — женский чемпионский титул в реслинге, созданный и продвигаемый All Elite Wrestling (AEW). Впервые о титуле стало известно 18 июня 2019 года, официально показан пояс был на шоу All Out (2019) 31 августа 2019 года. Рихо является первой чемпионкой завоевавшей титул на дебютном шоу AEW Dynamite 2 октября 2019 года.

## История создания

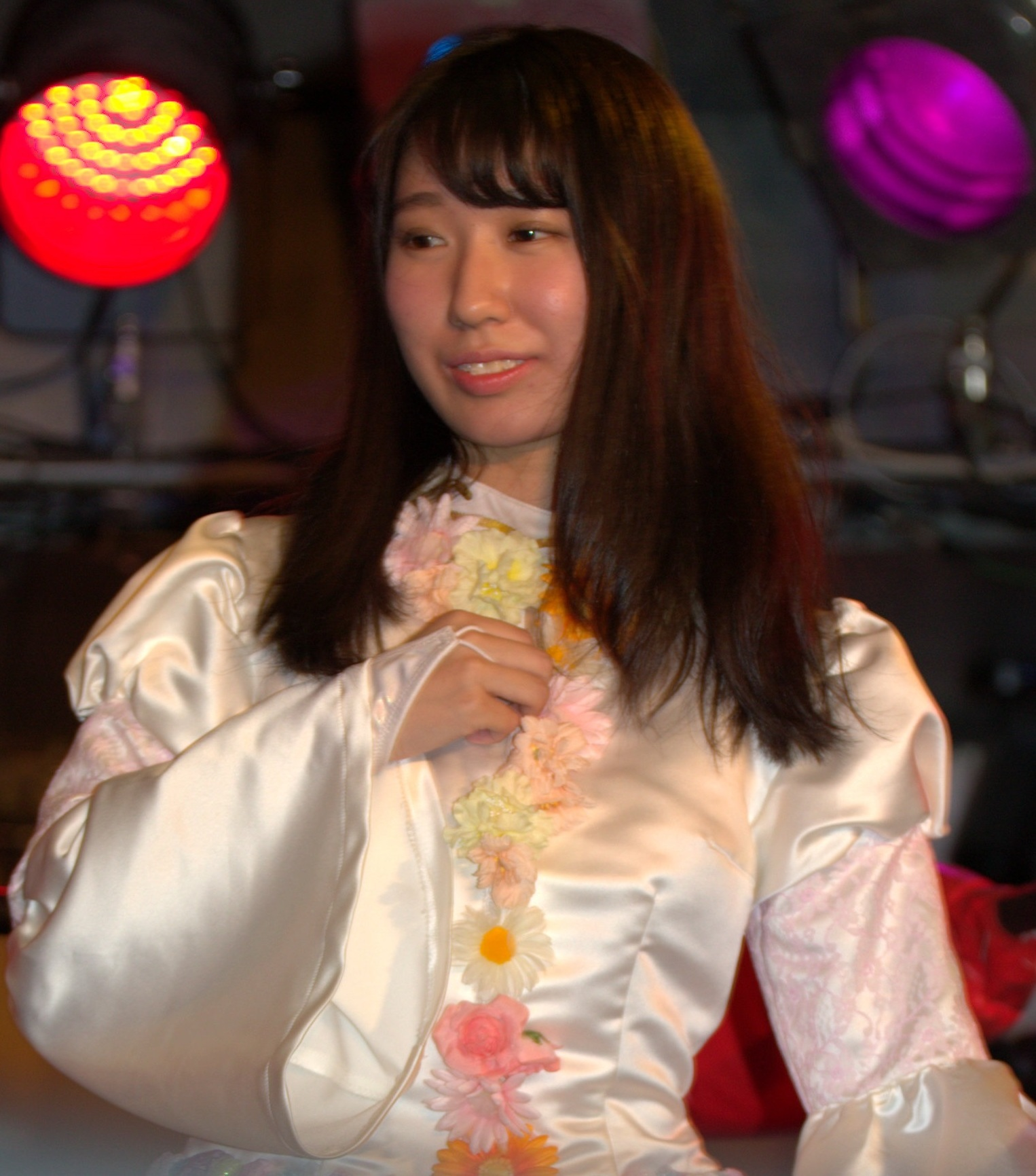
Первая чемпионка AEW — Рихо

18 июня 2019 года президент и генеральный директор AEW Тони Хан рассказал о планах развития будущих женских мировых чемпионатов, одиночного и командного. Ведущий бренд-директор AEW Бренди Роудс объявила, что пояс женской чемпионки мира AEW будет представлен 31 августа на All Out (2019), а первая чемпионка будет определена 2 октября на дебютном еженедельном телевизионном шоу от AEW AEW Dynamite. Обе претендентки в матч за первое претенденство были определены на шоу All Out (2019). На Buy In в матче Казино Battle Royale первое претендентство завоевала Найла Роуз. Позже той же ночью, в матче за второе претендентство Рихо стал её противником, победив Хикару Сиду. 2 октября на дебютном шоу AEW Dynamite Рихо победила Найлу Роуз и стала первой женской чемпионкой.

## История титула

### Действующий Чемпион мира AEW среди женщин
На 13 июля 2025 года действующей чемпионкой является Джейми Хейтер которая удерживает титул чемпионки мира в первый раз.

### Список чемпионов
По состоянию на 13 июля 2025 года титулом владели четыре чемпионки.
| № | Рестлер                    | Фото | Дата                 | Статистика | Статистика | Город                          | Шоу                      | Примечания                                                                 | Ссылки |
| № | Рестлер                    | Фото | Дата                 | К.Ч.       | Дней       | Город                          | Шоу                      | Примечания                                                                 | Ссылки |
| - | -------------------------- | ---- | -------------------- | ---------- | ---------- | ------------------------------ | ------------------------ | -------------------------------------------------------------------------- | ------ |
| 1 | Рихо                       |      | 2 октября 2019 года  | 1          | 133        | Вашингтон, Округ Колумбия, США | Dynamite                 | Победил Найлу Роуз на дебютном шоу AEW Dynamite и стала первой чемпионкой. | [ 6 ]  |
| 2 | Найла Роуз                 |      | 12 февраля 2020 года | 1          | 101        | Сидар-Парк, Техас, США         | Dynamite                 |                                                                            | [ 14 ] |
| 3 | Хикару Сида                |      | 23 мая 2020 года     | 1          | 372        | Джэксонвилл, Флорида, США      | Double or Nothing (2020) | Победила Найлу Роуз в матче без дисквалификаций и отсчётов.                | [ 16 ] |
| 4 | Доктор Бритт Бейкер, D.M.D |      | 30 мая 2021 года     | 1          | 1505+      | Джэксонвилл, Флорида, США      | Double or Nothing (2021) | Ребел сопровождавшая Бритт Бейкер вмешивалась в матч.                      | [ 18 ] |

### По количеству дней владения титулом
| Символ | Значение              |
| ------ | --------------------- |
| X+     | Действующая чемпионка |

На 13 июля 2025 года
| № | Рестлер                    | Чемпионских титулов | Дней чемпионства |
| - | -------------------------- | ------------------- | ---------------- |
| 1 | Хикару Сида                | 1                   | 372              |
| 2 | Рихо                       | 1                   | 133              |
| 3 | Найла Роуз                 | 1                   | 101              |
| 4 | Доктор Бритт Бейкер, D.M.D | 1                   | 1505+            |